# Bonnie Tyler
Bonnie Tyler (tên khai sinh Gaynor Hopkins; sinh ngày 8 tháng 6 năm 1951) là nữ ca sĩ người Xứ Wales. Bà nổi tiếng với chất giọng khàn đặc trưng, là kết quả của cuộc giải phẫu cắt bỏ hạch ở cổ họng vào giữa những năm 1970. Tyler nổi danh từ khi phát hành album The World Starts Tonight (1977) cùng đĩa đơn "Lost in France" và "More Than a Lover". Đĩa đơn "It's a Heartache" năm 1978 của bà đạt đến vị trí thứ 4 trên UK Singles Chart và thứ 3 trên Billboard Hot 100 Hoa Kỳ.
Vào thập niên 1980, Tyler chuyển sang thể loại rock cùng người viết bài hát và nhà sản xuất Jim Steinman. Ông sáng tác nên đĩa đơn mở đường cho album thành công Faster Than the Speed of Night (1983), "Total Eclipse of the Heart". Steinman còn viết một bài hát ăn khách khác cho Tyler vào những năm 80, "Holding Out for a Hero". Bà đạt thành công tại châu Âu vào thập niên 1990 với nhà sản xuất người Đức Dieter Bohlen trong 3 album phòng thu. Vào năm 2003, Tyler thu âm lại "Total Eclipse of the Heart" cùng ca sĩ Kareen Antonn, dẫn đầu bảng xếp hạng tại Pháp.
Rocks and Honey (2013) có phát hành đĩa đơn "Believe in Me", được bà giới thiệu đến công chúng Anh Quốc tại cuộc thi Eurovision Song Contest 2013. "It's a Heartache" và "Total Eclipse of the Heart" đều nằm trong danh sách những đĩa đơn bán chạy nhất thế giới, với doanh số ước tính đạt 6 triệu bản. Các tác phẩm của bà giành được 3 đề cử giải Grammy và 3 đề cử giải Brit, cùng nhiều giải thưởng khác.

## Danh sách đĩa nhạc
- The World Starts Tonight (1977)
- Natural Force (1978)
- Diamond Cut (1979)
- Goodbye to the Island (1981)
- Faster Than the Speed of Night (1983)
- Secret Dreams and Forbidden Fire (1986)
- Hide Your Heart (1988) có tên khác là Notes From America (1988)
- Bitterblue (1991)
- Angel Heart (1992)
- Silhouette in Red (1993)
- Free Spirit (1995)
- All in One Voice (1999)
- Heart Strings (2003) có tên khác là Heart & Soul (2002)
- Simply Believe (2004)
- Wings (2005) có tên khác là Celebrate (2006)
- Rocks and Honey (2013)